# Роки-Маунтин
Ро́ки-Ма́унтин (англ. Rocky Mountain National Park) — национальный парк США, находится к северо-западу от Боулдер в Колорадо. Круглый год парк доступен для посещения. Он известен своими видами на Скалистые горы, а также своей фауной и флорой. Он располагает протяжённой сетью туристских троп и большим количеством кемпингов. По территории национального парка проходит Американский континентальный водораздел и протекает река Колорадо.

## География
Парк естественным образом делится на две части — восточную и западную. В восточной части сухой климат, ледяные вершины и кары. В западной — влажный климат и обилие лесов.
Горные дороги имеют общую протяженность 578 км, в парке 150 озёр (в том числе крупнейшее по площади по глубине в штате — Гранд-Лейк) и 720 км ручьёв и рек. Кроме того имеется 60 вершин высотой более 3 700 м, самая высокая из которых Longs Peak (4 345 м).

## Климат
Теплые месяцы июль и август, когда температура достигает отметки выше 25° С, хотя не редко может и упасть ночью ниже нуля. Грозы не являются редкостью. В середине октября начинаются обильные снегопады, которые идут до мая. Весна влажная, с чередующимися дождём и снегом. В редких случаях, осадки в виде снега могут выпадать до июля. В западной части как правило, выпадает больше осадков, чем в восточной.

## Флора и фауна
Альпийские луговые цветы проходят испытание суровым климатом, зацветая с апреля по сентябрь. Наиболее распространённые деревья — сосны. На возвышенностях деревья исчезают, уступая место бесконечным тундрам и лугам. Парк известен благодаря крупным видам животных, таким как вапити и толсторог, здесь можно увидеть различные виды колибри, белку и другие виды.